# Chikinki

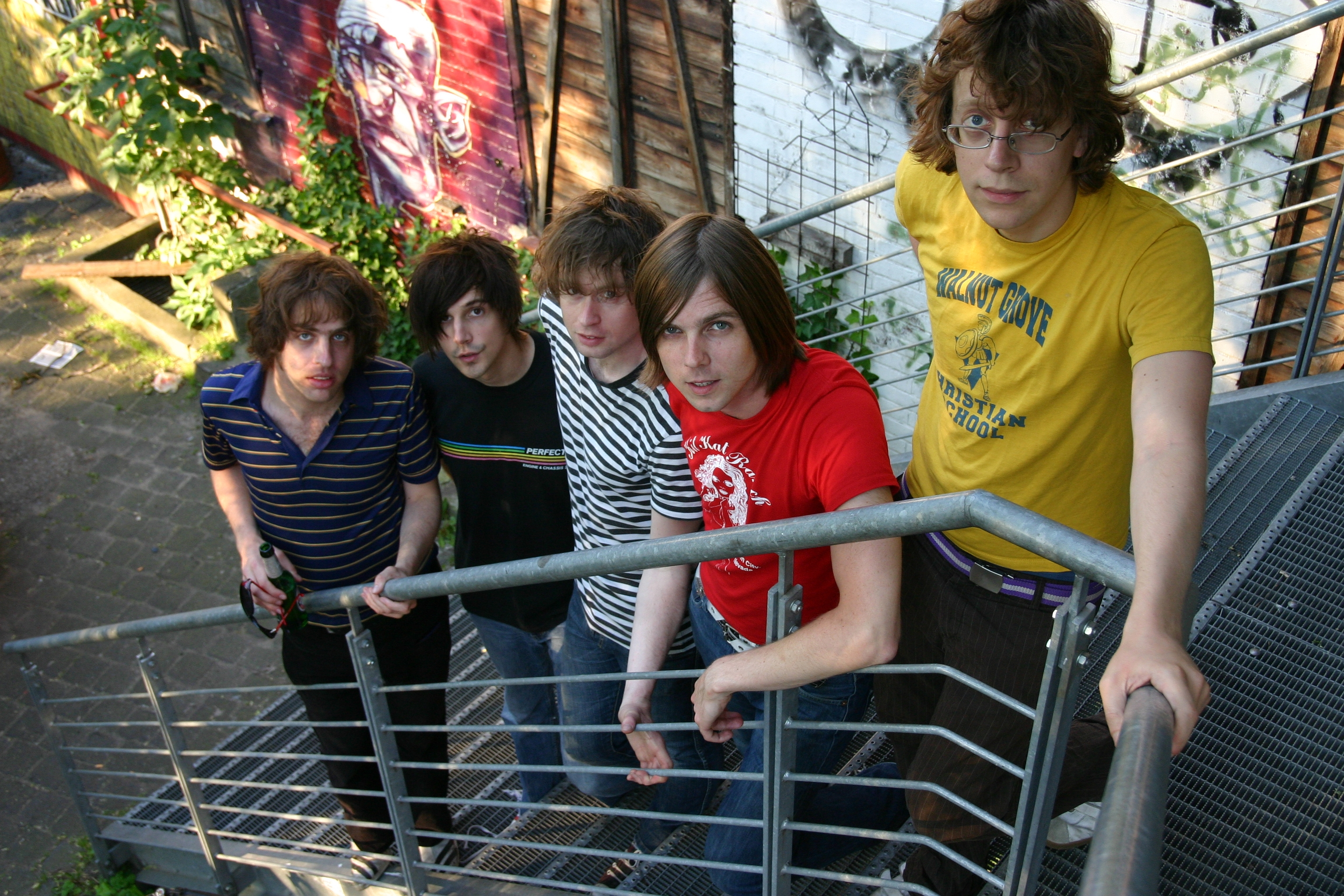
Chikinki: Rupert Browne, Steve Bond, Ed East, Trevor Wensely, Boris Exton

Chikinki ist eine britische Band aus Bristol, die 2006 nach London gezogen ist und sich der Gitarrist Ed East seit 2010 überwiegend in Deutschland mit Wohnsitz in Berlin aufhält (Gitarrist und Sänger Ed East hat u. a. Deutsch studiert). Die Band wurde 1996 von Studenten der Universität Bristol gegründet. Ihr Stil wird als elektronischer Pop mit Einflüssen von Psychedelic und Progressive-Rock beschrieben. Beim Eigennamen handelt es sich um Spaß ohne sinnhaften Hintergrund.

## Besetzung
- Rupert Browne (Gesang)
- Ed East (Leadgitarre)
- Steve Bond (Schlagzeug)
- Trevor Wensely (Synthesizer/Keyboards)
- Boris Exton (Synthesizer/Keyboards)

## Geschichte
Die Band bestand zunächst aus sechs Mitgliedern. Kurzzeitig wurde die Besetzung durch einen Bassisten ergänzt. Nach dem Studienabschluss verließ Luke die Band, die seitdem in Fünferbesetzung spielt. Zuerst unterschrieben sie einen Vertrag mit dem lokalen Label Sink. Dann gingen sie zum Major-Sublabel Island Records. Nachdem Island den Vertrag auflöste, unterschrieben sie beim Berliner Independent-Label Kitty-Yo. Letzteres half, die Popularität der Band in Kontinentaleuropa zu verstärken.

## Stil
Anfänglich war ihre Musik sehr funklastig, aber sie entwickelte sich mehr und mehr in Richtung Electronic und Pop. Der Sound der Band wird sowohl durch die Gitarren als auch durch beide Keyboards bestimmt, welche als Melodie- (Extons Casio) und als Rhythmussektion (Wesley) fungieren und den Bassist dadurch ersetzen.
Radio 1 (Berlin-Brandenburg) machte einige ihrer Songs zu regionalen Ohrwürmern, so Hello, You Said und Bitte bitte.
Brownes Bühnenshow erinnert phasenweise ein wenig an den Macho-Gestus der Frontmänner der bluesorientierten britischen Bands der 1960er und 1970er Jahre wie Robert Plant oder Bon Scott, wird jedoch durch Theatralik und freundliche Entspanntheit hin und wieder gebrochen.
Trevor Wesley und Boris Exton haben einen akademischen Abschluss im Fach Musik. Alle Bandmitglieder schreiben Songs.

## Diskografie

### Alben
- Experiment With Mother (2001), Sink and Stove Records
- Lick Your Ticket, (2005), Kitty-Yo/Universal
- The Balloon Factory (2006), Urban Cow Records
- Brace, Brace (2007), Weekender Records
- Bitten (2011), Urban Cow Records

### Singles und EPs
- Telephone Heroes (Urban Cow Records) – 2000
- Like It or Leave It (Sink and Stove Records) – 2002
- Time (Fierce Panda Records) – 2003
- Hate TV (Island Records) – 2003
- Assassinator 13 (Island Records) – 2003
- Like It or Leave It (Island Records) – 2004
- Ether Radio (Island Records) – 2004
- All Eyes (Island Records) – 2004
- You Said (Weekender Records) – 2006
- Sunrise (Weekender Records) – 2008
- Bitte, Bitte (Urban Cow Records) – 2011

## Trivia
Angeblich bezeichnet die Band 'Lick Your Ticket' als ihr erstes und 'Brace, Brace' als zweites Album.
Ihr Song 'Into the Night' aus dem Album 'Bitten' wird seit 2011 als Titelmusik der Dokuserie Durch die Nacht mit … verwendet.